# Дідов Степан
Дідов Степан (*9 грудня 1896, Суми — †після 15 січня 1929) — військовий і громадський діяч, повстанець, художник, командир кулеметної сотні 4-ї Київської дивізії Армії УНР, член Спілки художників; хорунжий Чорного куреня Гайдамацького коша Слобідської України військ Центральної Ради, 4-го полку Січових стрільців Осадного корпусу та 4-ї Київської дивізії Армії УНР.

## Біографія
Закінчив чотирикласну міську школу та два класи 2-ї приватної гімназії Ізмайлова. Готувався до вступу в Білгородський учительський інститут, але за два тижні до іспитів (15 серпня 1915) мобілізований. Закінчивши Київську пішу старшинську школу (19 січня 1916), відбув до 159-го полку, де перебував «до Великої революції, з початком якої почав українізовувати козацтво полку».
«Брав участь в обороні Київа в чорних гайдамаках під час першої московської навали». Учасник антигетьманського повстання.
| “19 січня 1919 року почав битись на фронті проти комуністів у складі 4 полку січових стрільців. Весь 1919 рік перебував на фронті. Ранений у голову. Залишився хорий на тиф у шпиталі в Староконстянтинові під час відходу армії в запілля. Згодом був у партизанах Шепеля. Вступив знов до армії і брав участь в боях в 4 Київській дивізії і під час відступу перейшов Дністер, де 11 падолиста був інтернований. Не бажаючи марно тратити часу, перебрався в ЧСР з метою студіювати”. |
У травні 1923 планував поступати у Вищу технічну школу в місті Брно (ЧСР).
У грудні 1928 планував по завершенні навчання «улаштуватись між своїм людом на Волині чи в Карпатах».
У листі до полковника Василя Філоновича 14 грудня 1928 писав:
| “Сьогодні говорити про Україну-волю, не знаючи, яка ця Україна має бути, — смішно. Пора вже трохи поучитись у Європи. Мені не все рівно, яка Україна буде, я не бажаю Україні большовицького зразку, не бажаю її бачити гетьманською, не бажаю її мати й буржуазно-парламентарною, бо я вихожу від господаря отої України, українського робочого класу і кажу: коли йому буде добре, тоді й Україні буде добре. Виходячи з цього заложення, я уявляю собі Україну вільну, незалежну, нероздільну, з широкою кооперацією як Дніпросоюзи, Дніпробанки, Україн-банки, з синдикатами. Бачу на Україні історичний устрій рад, отже, бачу якусь конкретну Україну, а не туманне пятно. Галичане великі націоналісти, а що практично у революцію дав їх націоналізм?” |
У січні 1929 жив у місті Брно.